# Melody (cantante 1990)
Melody, pseudonimo di María Melodía Ruiz Gutiérrez (Dos Hermanas, 12 ottobre 1990), è una cantante, chitarrista e ballerina spagnola.
Ha rappresentato la Spagna all'Eurovision Song Contest 2025 con il brano Esa diva, classificandosi al ventiquattresimo posto.

## Biografia
Nata nella località sivigliana di Dos Hermanas all'interno di una famiglia legata alla musica, fin da piccolissima mostra un'inclinazione per il canto e la danza.
All'età di dieci anni viene scoperta dal produttore El Fary, che la invita a Madrid per incidere un album. Nasce così De pata negra, il suo disco d'esordio, che ottiene un successo straordinario trainato dal singolo El baile del gorila, diventato hit dell'estate 2001 in Spagna. L'album vendette più di 500 000 copie e fu certificato doppio disco di platino in Spagna e disco d'oro negli Stati Uniti, oltre ad ottenere una nomination ai Latin Grammy Awards come miglior album per bambini.
Il 21 febbraio 2002 Melody si esibì al Festival di Viña del Mar. Il 10 giugno dello stesso anno pubblicò il suo secondo album, Muévete, che raggiunse le 50 000 copie vendute.
Il 23 giugno 2003 uscì il suo terzo album, T.Q.M., che vendette un totale di 30 000 copie. Il singolo Dabadabadá fu incluso nella colonna sonora spagnola della telenovela Mulheres apaixonadas e debuttò alla 9ª posizione in Spagna. In seguito, fu inclusa nel DVD Disney Ellas & magia, cantando No diré que es amor del film Hercules.
Il 18 ottobre 2004 pubblicò il suo quarto album, Melodía, rivolto a un pubblico adolescenziale, con il quale debuttò alla 15ª posizione in Spagna. Nello stesso anno, cantò in duetto con il tenore greco Mario Frangoulis nella canzone Cu' mme, inclusa nell'album internazionale di quest'ultimo, Follow Your Heart.
A partire dal 2005 Melody scomparve dai media, dedicando il suo tempo allo sviluppo personale. La sua completa assenza dai riflettori fece nascere voci sulla sua morte, tra cui una leggenda urbana che sosteneva si fosse suicidata per problemi di depressione. La cantante smentì queste voci pubblicando il suo quinto album, Los buenos días, nel 2008.
Alla fine del 2008 Melody si candidò insieme al gruppo flamenco Los Vivancos con il brano Amante de la luna per partecipare alla selezione nazionale spagnola per l'Eurovision Song Contest 2009. Dopo aver vinto il voto online e aver superato le semifinali, Melody, esibitasi da sola dopo il ritiro dei Los Vivancos, arrivò seconda nella finale del 28 febbraio 2009, pareggiando con Soraya ma perdendo a causa del punteggio inferiore nel televoto.
Nel marzo del 2013 ha pubblicato una versione merengue del suo brano No sé, in collaborazione con l'artista reggaeton venezuelano DJ Pana, che ha raggiunto il primo posto in Venezuela. Più tardi, ha partecipato alla terza edizione del talent show Tu cara me suena, classificandosi seconda.
Il 9 giugno 2014 l'artista ha lanciato il suo sesto album Mucho camino por andar, registrato tra il 2012 e il 2014. Il 29 maggio 2015, è stata distribuita In My Mind, parte della colonna sonora del film spagnolo Ahora o nunca, con il quale ha anche fatto il suo debutto come attrice.
Il 29 giugno 2018 Melody ha rilasciato il singolo digitale Parapapá, il suo primo dal 2015. Prodotto da Rafa Vergara e registrato a Miami, il brano ha ottenuto un grande successo, con il video musicale che ha raggiunto 2,2 milioni di visualizzazioni su YouTube nelle prime tre settimane.
Nel 2019 ha collaborato con i cubani Descemer Bueno ed El Micha nel singolo Mátame, il cui videoclip è stato presentato il 18 gennaio. A ciò è seguita, il 15 febbraio, l'uscita del singolo Rúmbame.
Nel mese di ottobre 2024 è stata giudice ospite nella quarta stagione di Drag Race España. Il 12 novembre 2024 RTVE ha annunciato la partecipazione di Melody al Benidorm Fest 2025, la selezione spagnola per l'Eurovision Song Contest 2025; il suo brano Esa diva è stato reso pubblico il successivo 18 dicembre. Qualificatasi nella seconda semifinale, il 1° febbraio ha gareggiato per ultima nella finale, vincendo infine il concorso grazie al primo posto nel televoto e al terzo posto nel voto della giuria.

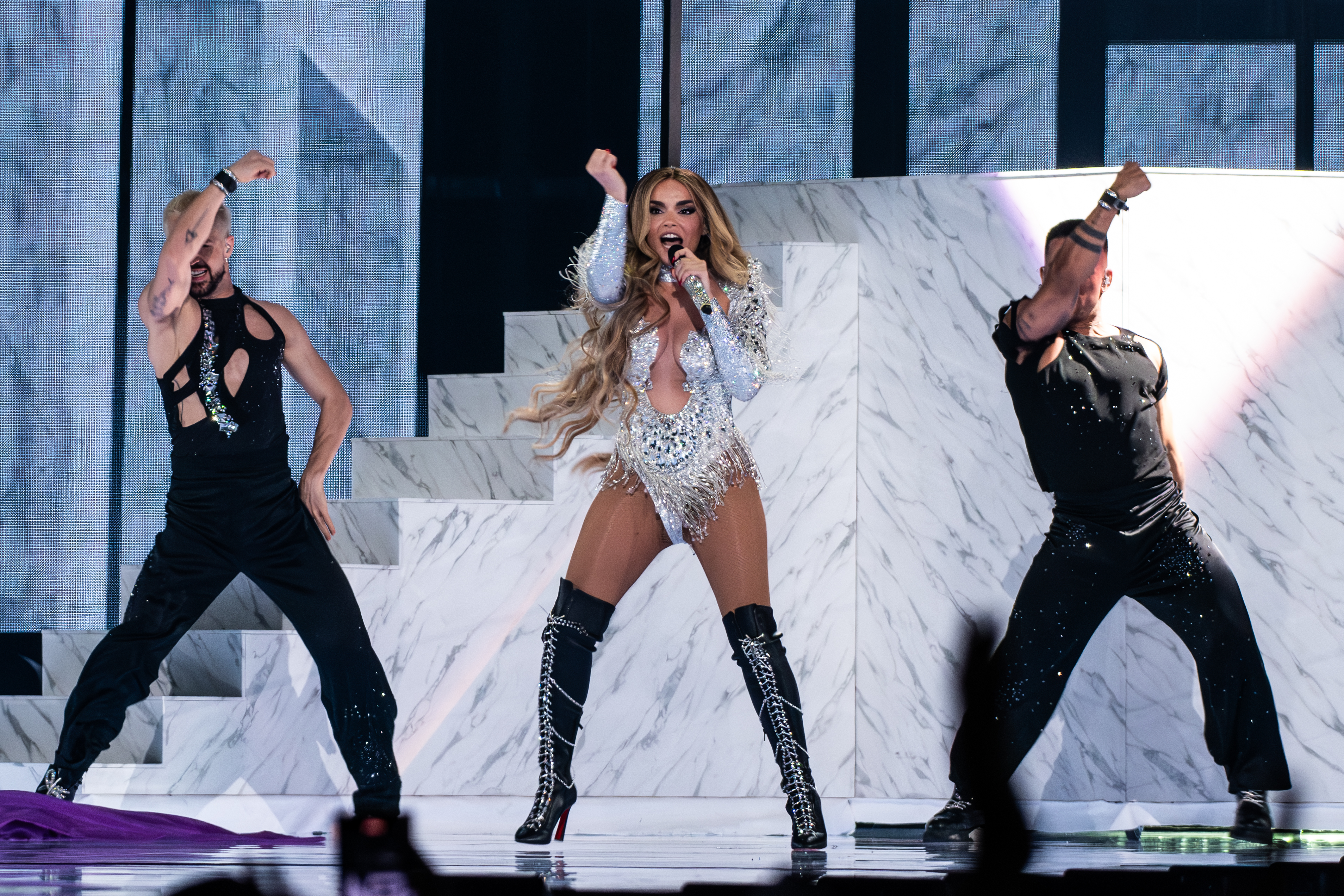
Melody sul palco del St. Jakobshalle durante la sua esibizione all'Eurovision Song Contest 2025.

Tale vittoria ha garantito all'artista il diritto di rappresentare la Spagna sul palco eurovisivo di Basilea, in cui ha debuttato il 13 maggio 2025, durante la serata dedicata alle prime semifinali, alla quale la Spagna non ha preso parte in quanto parte dei "Big Five". Si esibisce poi nuovamente durante la serata finale, nella quale ottiene il 24º posto con 37 punti totali dopo le votazioni di giuria e pubblico.

## Discografia

### Album in studio
- 2001 – De pata negra
- 2002 – Muévete
- 2003 – T.Q.M.
- 2004 – Melodía
- 2008 – Los buenos días
- 2014 – Mucho camino por andar

## Riconoscimenti
- Latin Billboard Music Awards
  - 2003 – Candidatura al miglior album pop latino dell'anno (nuovo artista) per De pata negra

- Latin Grammy Awards
  - 2002 – Candidatura al miglior album per bambini per De pata negra